# Brian Keenan (escritor)
Brian Keenan (Belfast, 1950) es un escritor británico cuyo trabajo incluye el libro An Evil Cradling, una narración de los cinco años que estuvo de rehén en el Líbano. En abril de 1986, mientras era profesor de la American University en Beirut, Keenan fue secuestrado por la Yihad Islámica. Después de pasar varios meses incomunicado, fue trasladado a una celda que tuvo que compartir con el periodista británico John McCarthy. Keenan fue liberado el 24 de agosto de 1990.
- Datos: Q2924934